# Torpederna
Torpederna var en svensk popgrupp som existerade åren 1990–1994. Bandet gav ut sina skivor på Amigo.

## Medlemmar
- Peder Andersson (orgel, gitarr)
- Patrik Grönberg (bas)
- Magnus Hjort (tidigare Andersson) (gitarr, sitar)
- Ola Pihlgren (trummor)
- Idde Schultz (sång)

Efter att Torpederna upplöstes år 1994 inledde Idde Schultz en solokarriär. Magnus Hjort bildade samma år bandet Human Error.

## Diskografi

### Album
- 1993 – Innan himlen faller

### Singlar
- 1993 – Kom hit/F.d. fru och barn
- 1994 – Fäll inga tårar/Lögner